# 1862 Apollo
1862 Apollo este un asteroid de tip Q, care a fost descoperit de Karl Wilhelm Reinmuth la data de 24 aprilie 1932, însă a fost „pierdut” din vedere până la redescoperirea sa în 1973.
A fost denumit după zeul din mitologia greacă Apollo.
1862 Apollo este prototipul categoriei de asteroizi Apollo, fiind primul descoperit din această categorie. Totuși, din cauză că fusese „pierdut” timp de peste patruzeci de ani, numărul care i-a fost atribuit, 1862, este superior celor al altor asteroizi din aceeași categorie, cum este, de exemplu, 1566 Icarus. 1862 Apollo este și un asteroid  care intersectează orbitele planetelor Venus și Marte.
Este primul asteroid care a fost recunoscut că intersectează orbita terestră.

## Satelitul asteroidului 1862 Apollo
La 4 noiembrie 2005, o echipă de astronomi au anunțat că detectaseră un satelit asteroidal aflat pe orbită în jurul lui 1862 Apollo, cu ajutorul observațiilor realizate de radiotelescopul din Arecibo. Acest satelit, desemnat provizoriu  S/2005 (1862) 1, ar măsura vreo 80 de metri și s-ar afla pe orbită la circa 3 km de Apollo.